# Guilherme Rodrigues Moreira
Guilherme Rodrigues Moreira (* 11. April 1987 in Alegre), auch unter Moreira bekannt, ist ein brasilianischer Fußballspieler.

## Karriere
Das Fußballspielen lernte Moreira in der Jugendmannschaft des Coritiba FC in Curitiba. Hier unterschrieb er 2007 auch seinen ersten Vertrag. Im August 2008 verließ er den Club und wechselte nach Europa.
Hier unterschrieb er in Ungarn einen Vertrag bei Honvéd Budapest. Der Verein aus Budapest spielte in der Ersten Liga des Landes, in der Nemzeti Bajnokság. In der Saison 2008/2009 wurde er mit dem Verein Pokalsieger. Man besiegte im Endspiel Győri ETO mit 1:0. Im Supercup unterlag man dem Ungarischen Meister Debreceni Vasutas SC mit 1:0.
2011 ging er nach Frankreich und schloss sich Clermont Foot an, einem Verein, der in der Ligue 2 spielte und in Clermont-Ferrand beheimatet ist. Für Clermont spielte er bis Juli 2013.
Von August 2013 bis Dezember 2013 war er vereinslos. Nach Vietnam zu Sông Lam Nghệ An wechselte er Anfang 2014. Nach einer Saison ging er 2015 wieder zurück nach Brasilien, wo er sich für sechs Monate dem Marília AC aus Marília anschloss. Nach Ha'il, einer Stadt im Norden von Saudi-Arabien, zu al-Tai FC, wechselte er im Juli 2015. Der brasilianische Club AS Arapiraquense nahm ihn im Juli 2016 unter Vertrag. Anfang 2017 wechselte er nach Thailand. Hier schloss er sich dem Erstligisten Super Power Samut Prakan FC aus Samut Prakan an.
Nachdem der Club Tabellenletzter der Ersten Liga wurde und in die Zweite Liga abgestiegen war, verließ er den Club und ging nach Marokko, wo er 2018 für Maghreb Tétouan, einem Verein aus Tétouan in der Ersten Liga des Landes, der GNF 1, spielte. 2019 wechselte er wieder nach Thailand. Der Zweitligaaufsteiger Ayutthaya United FC aus Ayutthaya nahm ihn unter Vertrag.
Nach 30 Spielen in der zweiten Liga wechselte er 2020 zum Ligakonkurrenten Uthai Thani FC nach Uthai Thani. Nach zwei Zweitligaspielen wechselte er Mitte 2020 zum Bankhai United FC nach Ban Khai. Für den Drittligisten, der in der Eastern Region spielte, absolvierte er 16 Spiele. Im Juni 2021 unterschrieb er einen Vertrag beim ebenfalls in der dritten Liga spielenden Pattani FC. Mit dem Klub aus Pattani spielte er in der Southern Region. Nach der Hinrunde unterschrieb er im Dezember 2021 einen Vertrag beim Drittligisten Muang Loei United FC. Am Ende der Saison wurde er mit dem Verein aus Loei Meister der North/Eastern Region. In den Aufstiegsspielen zur zweiten Liga konnte man sich jedoch nicht durchsetzen. Zu Beginn der Saison 2022/23 unterschrieb er im August 2022 einen Vertrag beim Drittligisten STK Muangnont FC. Mit dem Verein aus Ayutthaya trat er in der Bangkok Metropolitan Region der Liga an. Für Muangnont bestritt er in der Hinserie 13 Ligaspiele. Zur Rückserie 2022/23 wechselte er im Januar 2023 zum in der Eastern Region spielenden Bankhai United FC. Nach elf Ligaspielen wechselte er im Sommer 2023 zum ebenfalls in der Eastern Region spielenden Kabin United FC. Für dem Verein aus Kabin Buri bestritt er zehn Ligaspiele. Im Dezember 2023 wechselte er zu dem in der Northern Region spielenden Phitsanulok Unity FC. Am Ende der Saison 2023/24 wurde er mit dem Klub aus Phitsanulok Meister der Region. In den Aufstiegsspielen zur zweiten Liga konnte man sich jedoch nicht durchsetzen. Nach insgesamt 23 Ligaspielen, in denen er sechs Treffer erzielte, wechselte er nach der Hinrunde im Dezember 2024 zu dem in der Eastern Region spielenden Kabin United FC.

## Erfolge
Budapest Honvéd
- Ungarischer Pokalsieger: 2008/09

Muang Loei United FC
- Thai League 3 – North/East: 2021/22

Phitsanulok Unity FC
- Thai League 3 – North: 2023/24